# 莱昂纳尔·德弗朗斯

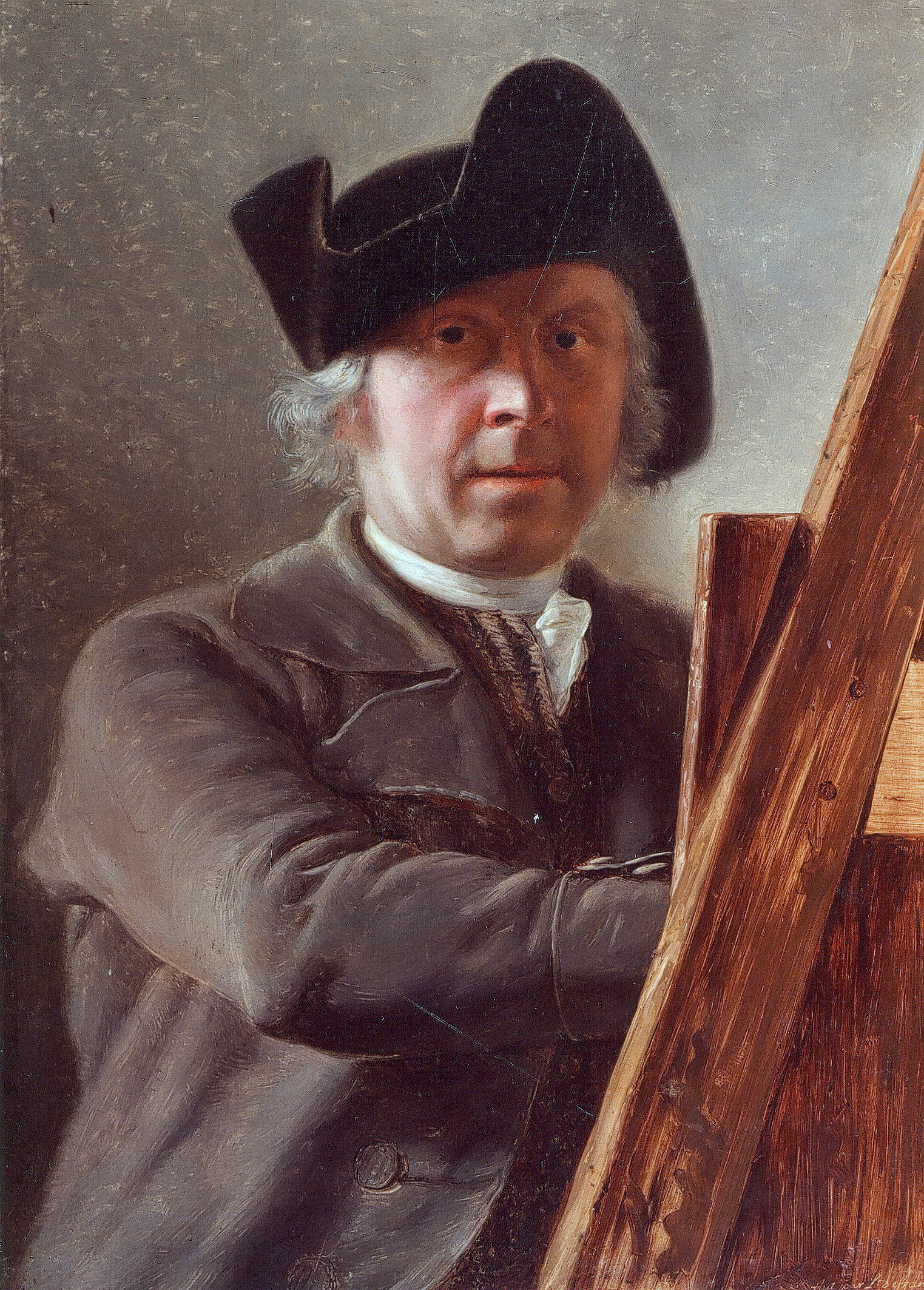
莱昂纳尔·德弗朗斯的自畫像（1791年）

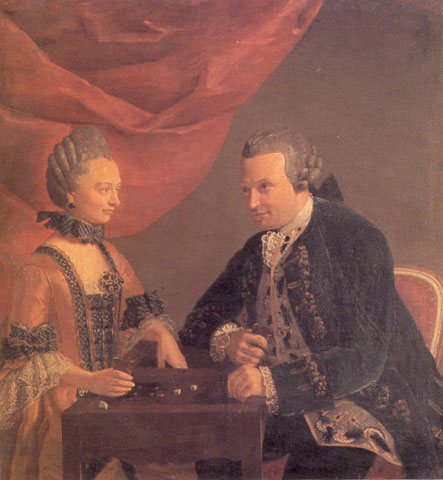
德弗朗斯繪製的「十五子棋玩家」。

莱昂纳尔·德弗朗斯（法語：Léonard Defrance，法語發音：[leɔnaʁ dəfʁɑ̃s]；1735年11月5日—1805年2月22日）於1735年出生於比利時的列日，是让-巴蒂斯特·科克莱尔的學生。他畫了大大小小的歷史作品，還有風景、遊戲、水果、鮮花和建築。他是由采邑主教弗朗茨·卡尔·冯·韦尔布吕克建立的列日學院的第一位設計學教授，後來在法蘭西第一共和國乌尔特省的中央學院擔任同樣的職位。他於1805年在列日辭世。

## 進階讀物
- Liedtke, Walter A. . New York: The Metropolitan Museum of Art. 1984. ISBN 0870993569. (see index).

## 外部連結
维基共享资源上的相關多媒體資源：莱昂纳尔·德弗朗斯